# Los trabajos de Persiles y Sigismunda

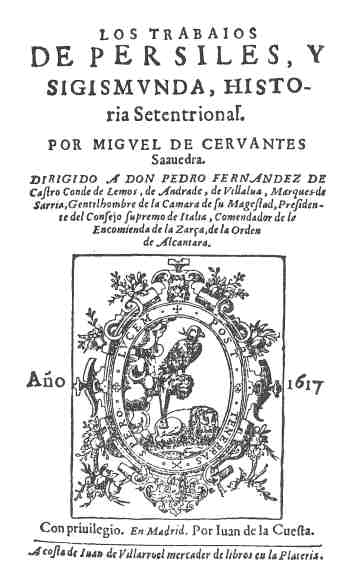
Portada del llibre

Los trabajos de Persiles y Sigismunda és l'última obra de Cervantes. Pertany al subgènere de la novel·la bizantina. En ella va escriure la dedicatòria a Pedro Fernández de Castro y Andrade, VII Comte de Lemos, el 19 d'abril de 1616, quatre dies abans de morir, on s'acomiada de la vida citant aquests versos: 
| Puesto ya el pie en el estribo, con ansias de la muerte, gran señor, esta te escribo |

L'autor veu clarament que li queda poca vida i s'acomiada dels seus amics, no es fa il·lusions, però no obstant això vol viure i acabar obres que té en el Magí, de les quals escriu el títol: Les setmanes del jardí, El famós Bernardo i una segona part de La Galatea. En el gènere de la novel·la bizantina, explica Cervantes, que s'atreveix a competir amb el model del gènere, Heliodor.
La novel·la, inspirada en la crònica de Saxo Grammaticus i Olao Magno i en les fantasies del Jardí de flors curioses de Francisco de Torquemada, conta la peregrinació duta a terme per Persiles i Sigismunda, dos prínceps nòrdics enamorats que es fan passar per germans canviant els noms per Periandro i Auristela. Separats per tota mena de peripècies, emprenen un viatge des del nord d'Europa fins a Roma, passant per Espanya, amb una finalitat expiatòria abans de contraure matrimoni. L'obra és important perquè suposa en l'autor un cert distanciament de les fórmules realistes que fins ara havia conreat, car apareixen fets tan peregrins com que una dona salti d'un campanar lliurant-se d'estavellar-se gràcies al paracaigudes que formen les seves faldilles, o que hagi personatges que endevinin el futur. Els personatges principals apareixen una mica desdibuixats, i en realitat l'obra és protagonitzada per un grup, en el qual s'integren dos espanyols abandonats en una illa deserta, Antonio i el seu fill, criat a l'illa com una mena de bàrbar arquer en contacte amb la natura. Els últims passatges del llibre estan poc treballats, ja que l'autor va morir abans de corregir-los. L'obra va tenir cert èxit i es va reimprimir diverses vegades, però va ser oblidada durant el segle següent.